# Berberis brachypoda
Berberis brachypoda är en berberisväxtart som beskrevs av Carl Maximowicz. Berberis brachypoda ingår i släktet berberisar, och familjen berberisväxter. Inga underarter finns listade i Catalogue of Life.

## Bildgalleri

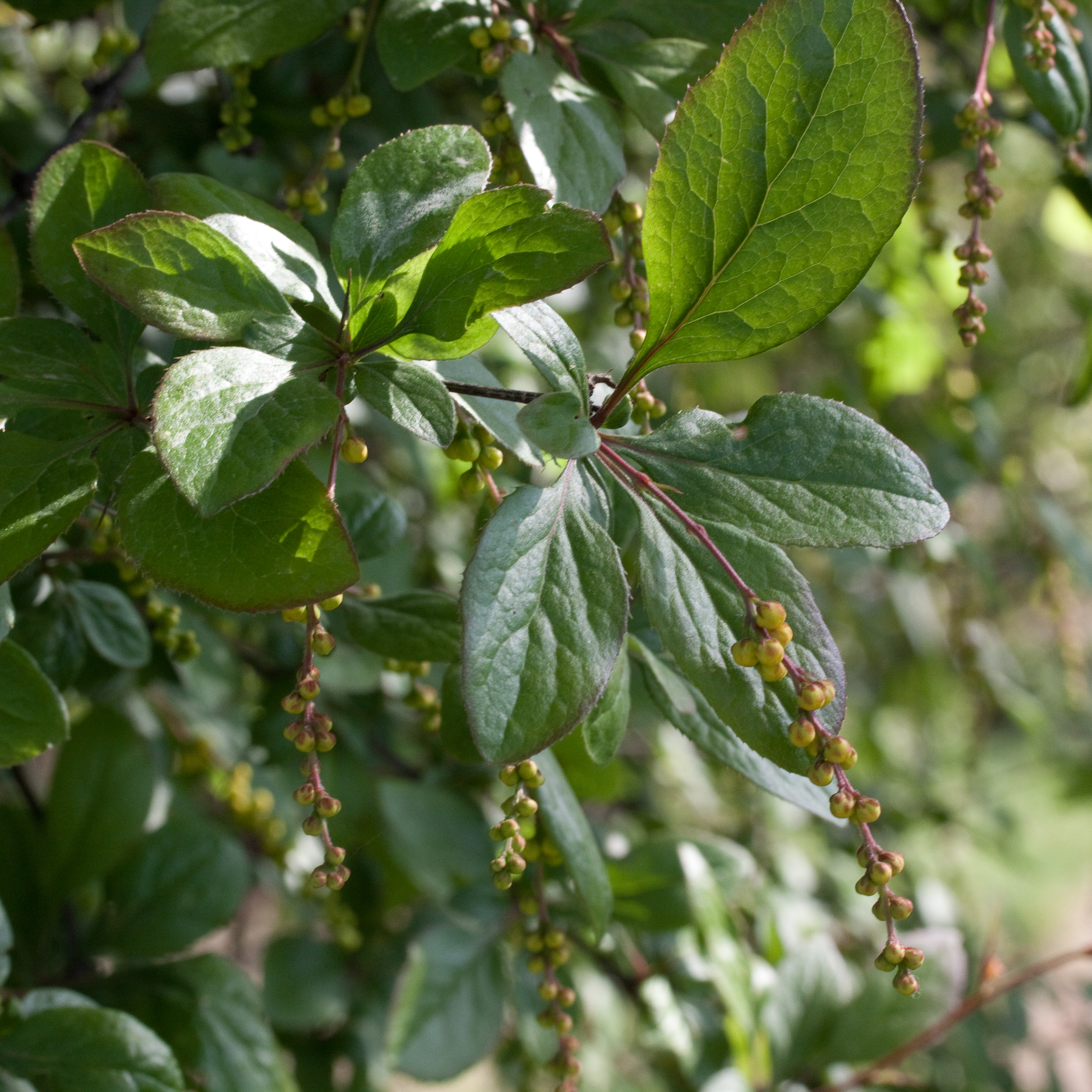
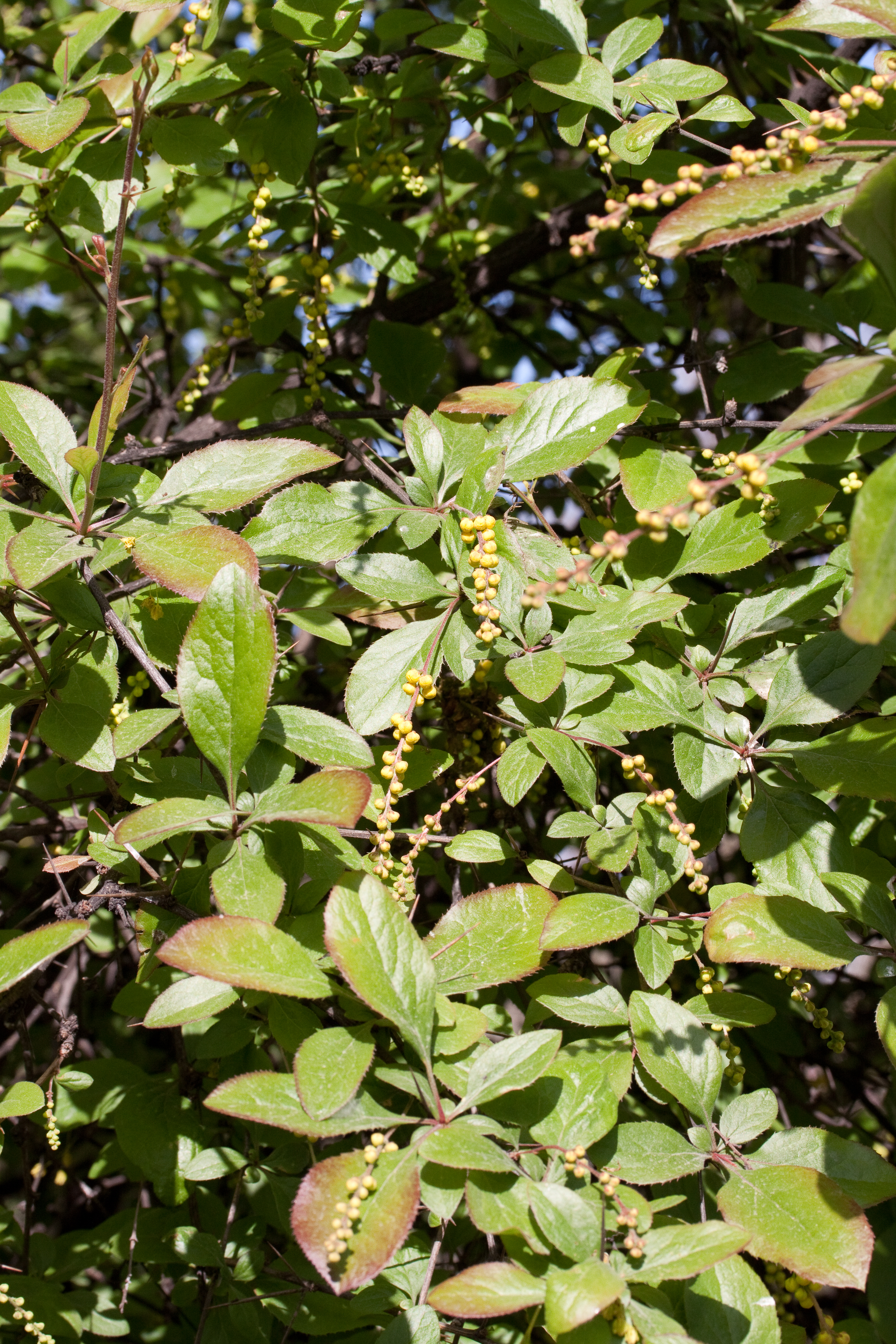
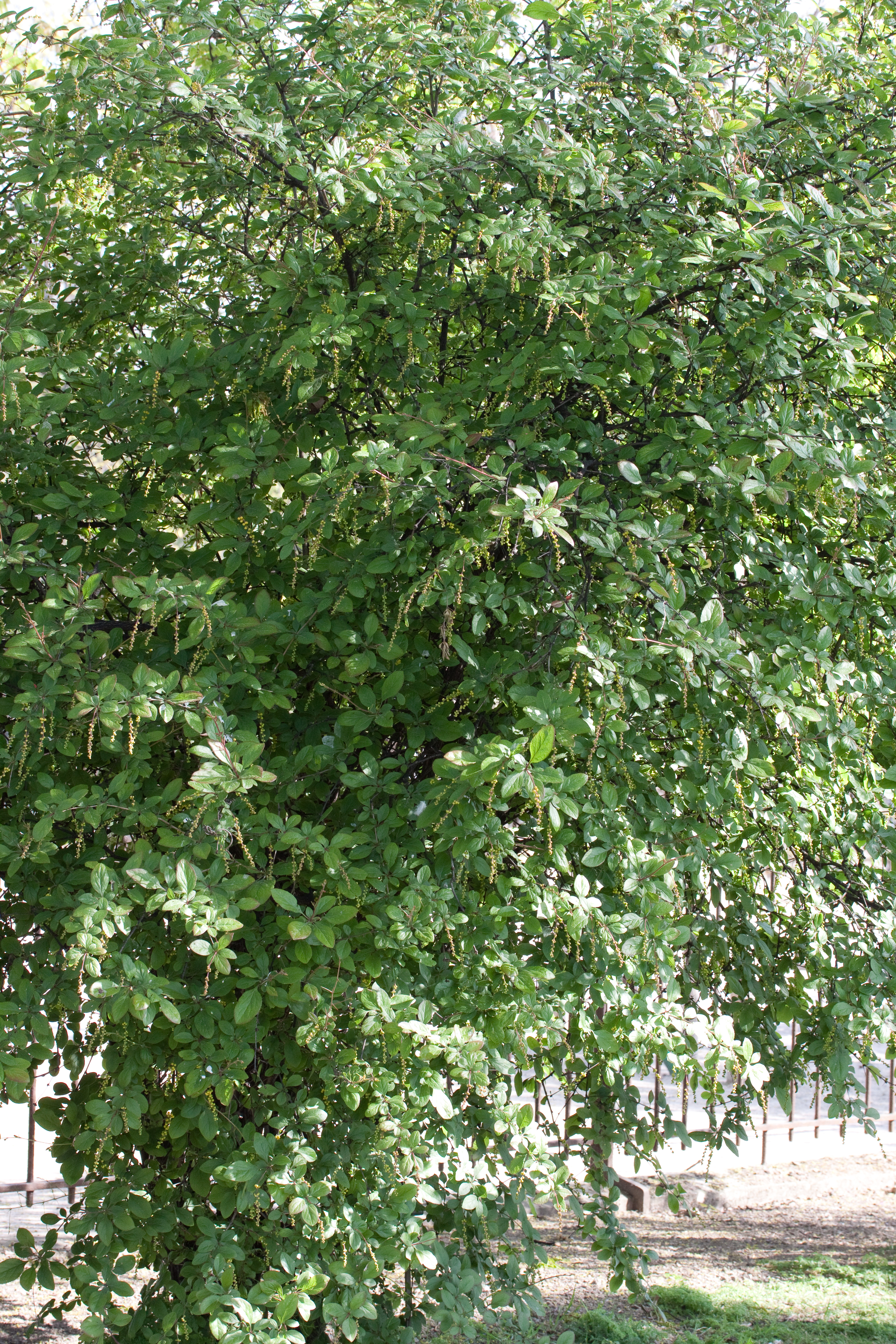